# Мацюк Олександр Васильович
Олександр Васильович Мацю́к (31 липня 1958, Козацьке — 7 травня 2016, Київ) — український скульптор; член Спілки художників України з 1992 року.

## Життєпис
Народився 31 липня 1958 року в селі Козацькому Звенигородського району Черкаської області (нині Україна). 1987 року закінчив Київський художній інститут; 1991 року — творчі майстерні Академії мистецтв СРСР у Києві. Навчався у Григорія Хусіда, Віктора Сухенка, Івана Макогона, Валерія Швецова, Василя Бородая.
Мешкав у Києві в будинку на вулиці Генерала Тупикова, № 11, квартира № 80. Помер у Києві 7 травня 2016 року.

## Творчість
Працював у галузях станкової і садово-паркової скульптури (автор скульптурних композицій, портретів, натюрмортів). Використовував переважно гіпс, бронзу, камінь. Серед робіт:
- «Осінній натюрморт» (1987);
- «Осінь» (1989, бронза);
- «Смерть Федеріко Ґарсіа Лорки» (1991, Музей Російської академії мистецтв)[a];
- «Вінсент ван Гог» (1996, бронза);
- «Дівчинка» (1997);
- «Ноти» (1998);
- «Піжмурки» (1999);
- «Король» (1999);
- «Велика клоунеса» (2000);
- «Художниця» (2002);
- «Жінка і сонце» (2006);
- «Дівчинка з пташкою» (2009);
- «Свіжий вітер» (2011);
- «Стрибок» (2011);
- «Амазонка» (2016, бронза).

З 1987 року брав участь у міжнародних симпозіумах в Україні, Китаї, Туреччині, Таїланді; учасник київських Великого скульптурного салону у 1995, 1998, 2001 роках, Всеукраїнського трієнале скульптури у 2003, 2006, 2011 роках, виставки в Мистецькому арсеналі у 2012 році.
Окремі твори зберігаються у київському Музеї сучасного мистецтва України.

## Виноски
1. ↑  Золота медаль Академії мистецтв СРСР на Всесоюзному конкурсі дипломних робіт.